# Role playerシリーズ
『Role player』シリーズは、あかべぇそふとつぅによるアダルトゲームのシリーズである。
本シリーズは、島全体が撮影ブースとなっている孤島「コスタリア」を舞台に、主人公が二人組の姉妹と性的ロールプレイを繰り広げる内容となっている。システム面においてはLive2Dを用いたアニメーションを特徴とする。また、『Role player：いくら姉妹の粘膜ポトレ ぐりぐちゃLIVE！ 』までの時点における原画はすべて浅海朝美が手掛けている。

## シリーズ一覧
- Role player：小粥姉妹の粘膜ポトレ ぐりぐちゃLIVE！ - 2021年6月25日発売[3]。
- Role player：とろろ姉妹の粘膜ポトレ ぐりぐちゃLIVE！- 2022年9月30日発売[4]。
- Role player：いくら姉妹の粘膜ポトレ ぐりぐちゃLIVE！ - 2025年4月25日発売予定[1]。

## Role player：小粥姉妹の粘膜ポトレ ぐりぐちゃLIVE！
『Role player』シリーズ第1作で、2021年6月25日に発売された
漫画家である主人公が、別名義で描いていた成人向け作品のファンだというコスプレイヤー・小粥姉妹と出会い、その作品をモチーフとしたプレイをする内容となっている。
「アエット」こと姉の小粥 聖良（おかゆ　せいら、声：葵時緒）は内気な性格をしている。「リエット」こと妹の小粥 莉瑠（おかゆ　りる、声:蒼乃むすび）は、慇懃無礼なように見えるが、実際は甘えん坊である。また、莉瑠は姉の影響で性的なことに興味津々という設定である。

### 受容（小粥姉妹）
| 部門名       | Getchu.com |
| ------------ | ---------- |
| 総合         | 13位       |
| シナリオ     | 圏外       |
| グラフィック | 8位        |
| 音楽         | 圏外       |
| システム     | 6位        |
| ムービー     | 圏外       |
| エッチ       | 3位        |

Getchu.comによる「美少女ゲーム大賞2021」での結果は右表の通り。また、キャラクター部門においては妹の莉瑠が8位に、姉の聖良が10位にそれぞれランクインしている。また、「BugBug」2024年7月号に掲載された葵時緒へのインタビューによると、同作を通じて葵を知った者が増えたと言われている。
「BugBug」による体験版レビューにおいては立ち絵のパターンの多彩さに加え、ロールプレイによるヒロインの性格の変化が面白かったと評価されている。「BugBug」2022年5月号に掲載された「BugBugアワード座談会」においても同作は話題に上がり、インターネットラジオ番組「電脳妄想開発室」のディレクター・今敏郎は、番組内で体験版を取り上げたところ大きな反響があったと述べており、抜きゲーとしての完成度を評価すると同時に、成人向け作品の販売サイトである「FANZA GAMES」でもよく売れていた印象があったと語っている。座談会に同席していた「BugBug」編集長・マス大澤は抜きゲーとしての質の高さを評価すると同時に、ダークホースのような売り上げの高さだったと語っている。

## Role player：とろろ姉妹の粘膜ポトレ ぐりぐちゃLIVE！
Role playerシリーズ第2作で、2022年9月30日に発売された。
主人公は写真撮影を趣味とする人物であり、山掛姉妹と出会った際のトラブルにより写真データを失ったことがきっかけで、「コスタリア」へ行く内容となっている。
同作のヒロインのひとりである、山掛 結愛（やまかけ ゆあ、声：藤野むらさき）は、共働きの両親に代わって妹・咲奈（さな、声：北大路ゆき）の面倒を見てきたためしっかり者である一方、性欲は強いものの恋愛経験がなく性知識も知人の経験がベースとなっている。咲奈は好きな物にしか関心がなく、感情を表に出さないことが多いため、そっけない人物と誤解されやすい。彼女もまた性欲が強く、最初からロールプレイに積極的である。
なお、前作の小粥姉妹は山掛姉妹の親類として名前のみ登場する。
同作においてはLive2Dアニメーションといったシステム面の強みを生かす方針が取られ、のちにGetchu.comによる「美少女ゲーム大賞2022」においてはこのことが評価された。

### 受容（とろろ姉妹）
| 部門名       | Getchu.com |
| ------------ | ---------- |
| 総合         | 17位       |
| シナリオ     | 圏外       |
| グラフィック | 8位        |
| 音楽         | 圏外       |
| システム     | 1位        |
| ムービー     | 圏外       |
| エッチ       | 4位        |

Getchu.comによる「美少女ゲーム大賞2022」での結果は右表の通り。
「BugBug」による体験版レビューでは、豊富なコスプレ立ち絵に加え、アニメーションによる臨場感のある動きが評価された
本作は2022年度の「萌えゲーアワード」にて、エロス系作品賞PINKを受賞した。

## Role player：いくら姉妹の粘膜ポトレ ぐりぐちゃLIVE！
2025年4月25日に発売された。主人公はコスタリアを拠点とする造形師という設定であり、成人向けフィギュアの発注を受けたものの性経験がないために途方に暮れていたところ、新人コスプレイヤーの郁良姉妹がモデルを引き受けるという内容である。姉妹のうち、妹の凛音（りのん、声：栖崎あんず）はコスプレに興味があり、姉の華恋（かれん、声：東シヅ）を誘ってコスプレイヤーにになったという経緯を持つ。